# William Pailes
William Arthur Pailes (Hackensack, 26 de junho de 1952) é um ex-astronauta norte-americano.
Formou-se em ciência da computação pela Academia da Força Aérea dos Estados Unidos em 1974 e fez curso de piloto em 1974–75 na Base Aérea de Williams, no Arizona, onde treinou como piloto de resgate de Hercules C-130 e exerceu essa função até 1980. Selecionado como astronauta pela NASA em 1981, foi ao espaço como especialista de carga da STS-51-J Atlantis, que entre 3 e 7 de outubro de 1985 realizou uma missão de objetivos não-declarados para o Departamento de Defesa.